# Bormla
Bormla (vagy Bir Mula), olasz nevén Città Cospicua Málta egyik városa és helyi tanácsa. Lakossága 5642 fő. Málta Három Városának egyike. Nevezték Città Cottonerának is, ez a név ma a Három Várost jelöli.

## Története

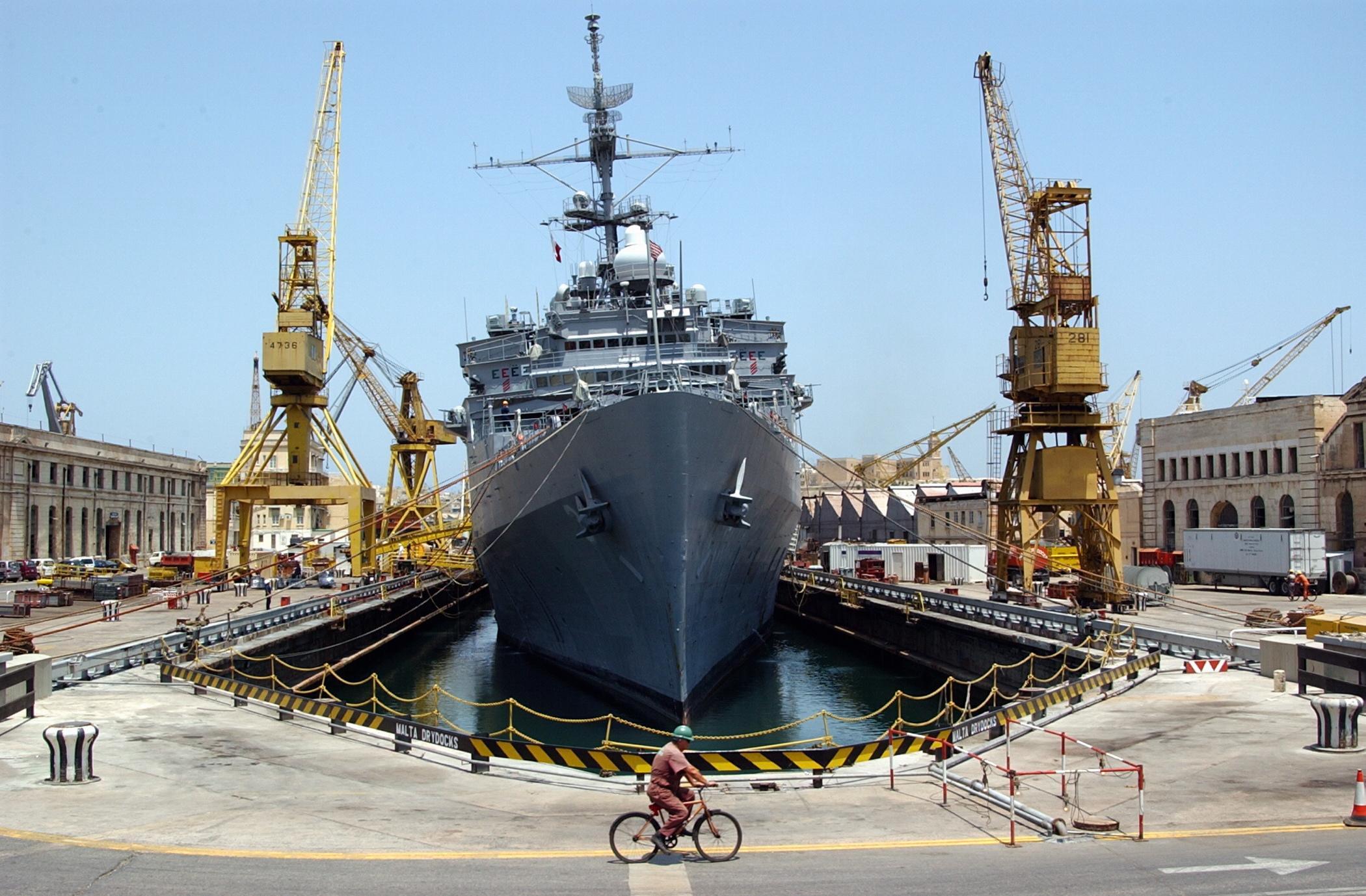
Munkás tart hazafelé a USS La Salle előtt Bormlában

A maltai Il-Port Il-Kbir (Nagy Kikötő) közelében, öt dombon (Ta' Pazan, Ta' Santa Margherita, Tal-Gonna, Ta' Ġerman és Ta' Kordin) áll. Feltehetőleg a kőkor óta lakott. A mai város Castello a mare (Birgu) elővárosaként jött létre. Első temploma 1373-ban épült, ezt a Cottonera-vonal építésekor bontották le. A Jeruzsálemi Szent János Ispotályos Lovagrend 1634-től egyetlen erődítéssel, a Santa Margharita-vonallal vette körül Bormlát és a hozzá kapcsolódó két félszigetet, amelyeken Castello a mare és Senglea álltak. 1586-ban plébániai rangra emelték. Később egy újabb védelmi vonal is épült, a Cottonera-vonal. 1722-ben Marc'Antonio Zondadari nagymester – bástyái miatt – a Città Cospicua nevet adta neki. 1776-ban a rend egy dokk építésébe kezdett, amelyet igazán csak a britek használtak ki, különösen a krími háború és az első világháború idején.
A függetlenné válás után a dokk folyamatos harcok színhelye lett a General Workers' Union (Málta legnagyobb munkás-szakszervezete, amelyhez munkásainak többsége tartozott) és a kormányok között. 1994 óta Málta helyi tanácsainak egyike. A jelenlegi tervek szerint a dokk egy részét átalakítanák kereskedelmi központtá. 1998 óta az erődítések a Lovagi erődök Málta kikötőiben nevű javasolt világörökségi helyszín részei.

## Önkormányzata
Hétfős helyi tanács irányítja. A jelenlegi, hetedik tanács 2013. márciusa óta van hivatalban, 6 munkáspárti és 1 nemzeti párti képviselőből áll.
Polgármesterei:
- Joseph Carbonaro (1994-2000)
- Paul Muscat (2000-2003)
- Joseph Scerri (Munkáspárt, 2003-)

## Nevezetességei

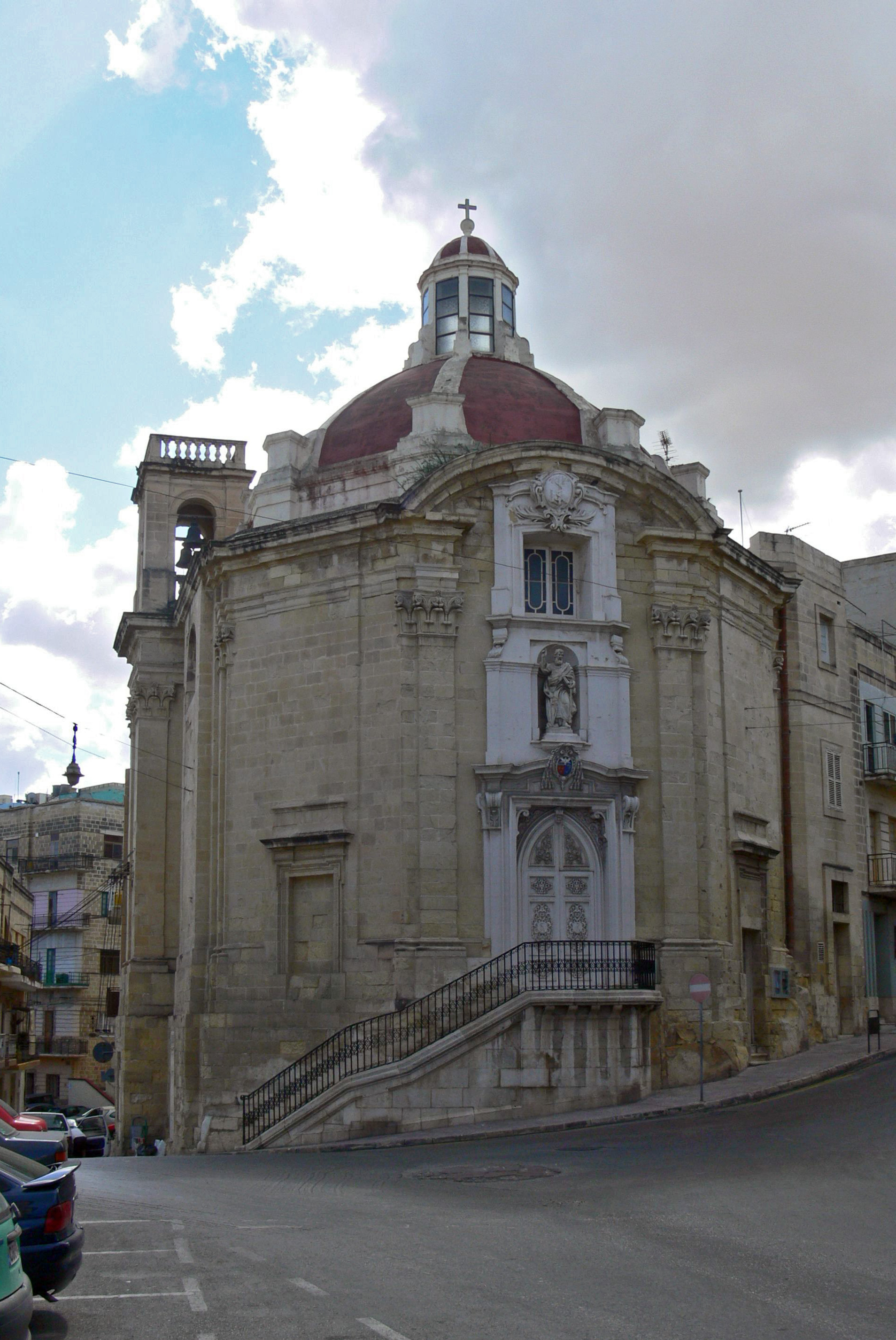
A Szent Pál-templom

### Erődítések
- Santa Margharita-vonal: 1638 és 1736 között épültek. A szomszédos Żabbart és Żejtunt ért török támadások hatására tervezte Francesco Firenzuola domonkos szerzetes. Ennek része a Szent Ilona-kapu (St. Helen's Gate) háromíves bejárata is.
- Cottonera-vonalak: Nicolas Cotoner nagymester nevét viseli. 1670 és 1720 között épült Antonio Maurizio Valperga tervei alapján, ám a lovagrend idejében nem, csak a britek fejezték be, több olyan létesítménnyel kiegészítve, mint a Fort Verdala.

### Egyéb nevezetességei
- Bir Mula Heritage:[5] etnográfiai, történeti és antropológiai múzeum és kulturális intézmény
- Szeplőtelen fogantatás plébániatemplom
- Szélmalmok
- Szent Ilona-kapu (St. Helen's Gate)

## Kultúra
Band clubja a Soċjetà Filarmonika San Ġorġ

## Sport
Sportegyesületei:
- Labdarúgás: St. George's Football Club (1890): a legrégebbi az országban, egyszeres bajnok. 2007-ben esett ki az élvonalból
- Evezés: Klabb tar-Regatta: a Nagy Kikötőben rendezett Győzelem-napi (szept. 8) regatta jelenlegi címvédője Marsával közösen,[6] 17-szeres győztes, ezzel második az örökrangsorban Isla után (23).

## Közlekedés
Buszjáratai (2011. november után):
- 1 (Valletta-Isla)
- 2 (Valletta-Birgu)
- 3 (Valletta-Kalkara)
- 124 (Marsaskala-Birgu)
- 213 (Kalkara-Mater Dei)
- N3 (éjszakai, San Ġiljan-Kalkara)

Az öblön keresztül vízitaxi-összeköttetése van Valletta felé.

## Híres szülöttei
- Duminku Mintoff politikus, 1955-1958 és 1971-1984 Málta miniszterelnöke (*1916. augusztus 6.)
- Ugo Mifsud Bonniċi politikus, 1994-1999 Málta elnöke (*1932. november 8.)
- Karmenu Mifsud Bonniċi politikus, 1984-1987 Málta miniszterelnöke (*1933. július 17.)
- Keith Schembri politikus, Joseph Muscat kabinetfőnöke